# حسين حلمي المهندس
حسين حلمي المهندس  كاتب ومخرج مصري، يعتبر من أهم المخرجين الذين شيدوا القيمة الفنية والإبداعية للسينما المصرية منذ عام 1950, وكان من الشخصيات الفنية التي تهتم بالقيمة الإنسانية والاجتماعية.

## حياته الفنية
ولد في 17 سبتمبر 1920, وحصل علي بكالوريوس الهندسة عام 1943 
بدأ حياته الفنية منتجا لفيلم أزهار وأشواك عام 1946, ثم كاتبا للسيناريو والحوار في أفلام, بابا أمين, وسلوا قلبي, بالاشتراك مع عز الدين ذو الفقار, وشيطان الصحراء, والفارس الأسود وقرية العشاق, ودعوني أعيش, والغريب, وحياة غانية, ونساء في حياتي, وعشاق الليل, وخالد بن الوليد, والملاك الصغير, وبنت17, وسيدة القصر, والحب الصامت, واحترس من الحب, وزوجة ليوم واحد, والطريق, وهجرة الرسول, وتنابلة السلطان وغيرها.
وكان فيلم شمس لا تغيب أول تجربة له في الإخراج فكانت موهبته واضحة حتي أن من شاهدوه في الاستديو لم يصدقوا أن الفيلم أول إخراج له.
أخرج 13 فيلما منها: شمس لا تغيب (أول تجربة له في الإخراج), أنا وبناتي, تحت سماء المدينة, مخلب القط, هذا الرجل أحبه, صبيان وبنات, الوديعة, الأضواء, ساعة الصفر, همسات الليل, لمن تشرق الشمس. كما كتب لهذه الأفلام السيناريو والحوار, وأخرج22 فيلما تسجيليا وقصيرا منذ عام 1962, وحصل لمصر علي منحة قدرها 52 مليون دولار من لجنة برنامج الغذاء العالمي بعد أن شاهدت اللجنة فيلمين تسجيليين من إخراجه مدتهما 30 دقيقة, وهما: معا علي الطريق, والمقعد الخالي.
وقدم نظرية متكاملة لفن السينما بكتابة دراما الشاشة في جزءين عام 1989.
وقد اختير نقيبا للسينمائيين عام 1967, كما قام بالتدريس في المعهد العالي للسينما لمادة السيناريو وأستاذا ممتحنا لمادتي السيناريو والإخراج, وكان يري أنه لابد أن تقوم جهة مختصة بإعادة كتابة تاريخ السينما المصرية ليعود لتاريخها احترامه.

## أعماله

### تأليف

#### الأفلام
- 1950: بابا أمين (سيناريو)
- 1954: قرية العشاق (سيناريو)
- 1954: شيطان الصحراء (سيناريو وحوار)
- 1954: الفارس الأسود (سيناريو)
- 1955: دعوني أعيش (سيناريو)
- 1956: الغريب (سيناريو وحوار)
- 1957: نساء في حياتي
- 1957: عشاق الليل
- 1957: حياة غانية (سيناريو وحوار)
- 1957: الملاك الصغير
- 1958: سيدة القصر
- 1958: خالد بن الوليد (سيناريو)
- 1958: بنت 17
- 1958: الحب الصامت
- 1959: شمس لا تغيب
- 1959: احترسي من الحب
- 1961: مخلب القط
- 1961: عاصفة من الحب
- 1961: تحت سماء المدينة
- 1961: أنا وبناتي
- 1962: هذا الرجل أحبه (سيناريو وحوار)
- 1964: هجرة الرسول (سيناريو وحوار)
- 1964: الطريق (سيناريو وحوار)
- 1964: الباحثة عن الحب (سيناريو وحوار)
- 1965: صبيان وبنات
- 1965: تنابلة السلطان (سيناريو وحوار)
- 1965: الوديعة
- 1967: عندما نحب
- 1968: حواء على الطريق
- 1972: ساعة الصفر (سيناريو وحوار)
- 1972: الأضواء
- 1976: لمن تشرق الشمس
- 1976: أنا لا عاقلة ولا مجنونة (سيناريو وحوار)
- 1977: همسات الليل (مشرف)
- 1977: نساء في المدينة
- 1977: العمر لحظة (إعداد سينمائي)
- 1987: سكة الندامة

#### المسلسلات
- 1980: واهتزت الأرض
- 1985: زينب
- 1992: بيت العيلة

### إخراج
- 1959: شمس لا تغيب
- 1961: مخلب القط
- 1961: عاصفة من الحب
- 1961: تحت سماء المدينة
- 1961: أنا وبناتي
- 1962: هذا الرجل أحبه
- 1965: صبيان وبنات
- 1965: الوديعة
- 1968: حواء على الطريق
- 1972: ساعة الصفر
- 1972: الأضواء
- 1976: لمن تشرق الشمس
- 1977: همسات الليل
- 1992: بيت العيلة (مسلسل)

## وصلات خارجية
- حسين حلمي المهندس م على موقع الدهليز
- حسين حلمي المهندس م على موقع قاعدة بيانات الأفلام العربية